# 汉斯·施尼特格尔
汉斯·施尼特格尔（德語：Hans Schnitger，1915年8月5日—2013年3月2日），荷兰曲棍球选手，代表荷兰国家队参加了1936年夏季奥林匹克运动会曲棍球所有五场比赛，并最终赢得铜牌。
1915年生于荷兰上艾瑟尔省恩斯赫德，长年生活于此，2013年3月2日逝世。